# Arpino
Arpino er en landsby med tilhørende kommune i regionen Lazio, Italien. I antikken hed byen Arpinum og var fødested for bl.a. politikerne Gaius Marius og Marcus Tullius Cicero.